# 亨寧·豪格
亨寧·豪格（挪威語：Henning Hauger；1985年7月17日—）是一位挪威足球運動員。在場上的位置是中場。他現在效力於瑞典足球超級聯賽球隊艾夫斯堡體育會。他也代表挪威國家足球隊參賽。